# Čuboňov
Čuboňov (též Čubaňov) je hora v Moravskoslezských Beskydech, 4 km jihozápadně od Horní Lomné. Nachází se na Polomském hřbetu, který zde tvoří hranici mezi Českem a Slovenskem a také Evropské rozvodí mezi Odrou a Dunajem. Na západní slovenské straně přírodní rezervace Malý Polom, chránící jedlobukové lesy. Na české straně zalesněno převážně smrkem, místy paseky.

## Přístup
Přístup po červené hřebenovce mezi Malým Polomem a Velkým Polomem. Ze sedla mezi Čuboňovem a Burkovým vrchem vede těsně pod vrchol slovenská modrá turistická značka. Ta se asi po 500 m prudce lomí k jihu na slovenskou stranu hřebene. Odtud je to na vrchol necelých 200 m po hraniční pěšině.